# Werner Schöne
Werner Kurt Otto Schöne (* 17. April 1920 in Berlin; † 25. Juli 1986 ebenda) war ein deutscher Schauspieler und Regisseur.
Zwischen 1948 und 1961 war er an etlichen Spielfilmen und Dokumentationen beteiligt.
Er ist der Vater der Schauspielerin Barbara Schöne.

## Filmografie

### Als Szenenbildner beim Fernsehen
- 1953: Kopf oder Zahl
- 1953: Der Mantel
- 1953: Straßenbummel
- 1953: Was nicht im Baedecker steht: Bitte, einsteigen zu Käses Rundfahrt!
- 1953: Selbst ist der Mann
- 1953: Den Ku' Damm 'rauf und runter'
- 1953: Der Fall Sieveking
- 1953: Signale aus dem Äther
- 1953: Weihnachten bei Buchholzens
- 1954: Sie kommen immer in der Nacht
- 1954: Zwischenfall im Roxy
- 1954: Mädchen mit dem Brokatmantel
- 1954: Streit um Percy
- 1954: Ich möchte nochmal 20 sein – Der Altmeister des Kabaretts hat Geburtstag
- 1954: Türen – Türen – Türen...
- 1955: Premiere im Metropol
- 1955: Der Biberpelz
- 1956: Gesellschaft der Gänseblümchen
- 1957: Gewürfelte Musik – Schlagermelodien aus dem Stegreif (Unterhaltungsreihe)
- 1957: Kopf oder Zahl
- 1958: Viel Lärm um nichts
- 1958: Maß für Maß
- 1959: Drei Orangen
- 1961: Die heilige Flamme

### Als Regisseur beim Fernsehen
- 1953: Kopf oder Zahl
- 1953: Lumpaci Vagabundus
- 1953: Der Fall Sieveking
- 1954: Verliebt, verlobt, verheiratet
- 1954: Von der Hasenpfote zum Finckenpfeffer
- 1954: Ich möchte nochmal 20 sein – Der Altmeister des Kabaretts hat Geburtstag
- 1957: Wer hat recht? (Folge: Besuch mit unerwarteten Folgen)
- 1959: Die verschwundene Kiste
- 1959: Inventur in Wachsköpfen (Dokumentarfilm)

### Als Schauspieler
- 1949: Die Buntkarierten
- 1952: Die Spur führt nach Berlin
- 1954: Glückliche Reise
- 1956: Die Stimme der Sehnsucht
- 1972: Die Pulvermänner (Folge: Tim bleibt zurück)

### Als Drehbuchautor beim Fernsehen
- 1953: Lumpaci Vagabundus
- 1959: Die verschwundene Kiste

### Als Künstlerischer Leiter beim Fernsehen
- 1953: Oh, du lieber Augustin

## Hörspiele
Sprecher:
- 1951: Curt Goetz: Taube in der Hand (Adolar) – Regie: Hanns Korngiebel (RIAS)
- 1951: Christian Bock: Eduard, Modell Standard-Robust (Ingenieur) – Regie: Hanns Korngiebel (RIAS)

Regie:
- 1955: Curt Goetz-Pflug: Zu den Akten. Nach einer Idee von Billy Rose (Radio Saarbrücken)